# 아드리아누 레이치 히베이루
아드리아누(포르투갈어: Adriano Leite Ribeiro, 1982년 2월 17일, 브라질 리우데자네이루 ~ )는 브라질의 전 축구 선수로 포지션은 스트라이커였다.

## 클럽 경력
1993년에 플라멩구 사커 스쿨에 입단하였고, 1997년 플라멩구 유소년 팀으로 승격되어 클럽 축구를 시작하였다. 1999년 플라멩구 U-17팀에서 공격수로 데뷔하였다. 이후 팀 경영진에 눈에 띄어 2000년 2월에 성인 팀으로 승격하였고, 1년 반 동안 리그 24경기 10골을 기록하였다. 2001년 여름, 인테르로 이적하였다. 데뷔전은 2001-02 프리시즌 베르나베우컵, 레알 마드리드와의 경기였는데, 교체 선수로 출장한 그는 살가도, 이에로, 이반 캄포를 연달아 돌파하는 장면과 카시야스를 상대로 대포알 슈팅골을 성공시켜 큰 인상을 남겼다.
2002년 1월, 아드리아누는 피오렌티나로 임대되었고, 후반기에 세리에 A 15경기 6골을 기록하였다. 그는 2001-02 시즌, 레알 마드리드와의 프리시즌 경기부터 세리에 A 19라운드 AC 밀란전까지 4골을 모두 90분에 성공시켜 한때 이탈리아 언론에 대서특필되기도 하였다. 2002년 여름에는 아드리아누의 양해하에 인터 밀란과 파르마와의 2년짜리 공동소유(co-ownership) 계약이 맺어졌다. 파르마 팀에서, 그는 아드리안 무투와 함께 세리에 A의 강력한 공격 듀오로 활약하였으며, 2002-03 시즌부터 2003-04 시즌 전반기까지 세리에 A 37경기 23골을 기록하였다.
아드리아누는 2004년 1월, 스타디오 주세페 메아차로 돌아왔으며 인터 밀란과 4년 반짜리 계약을 맺었다. 그는 코파 이탈리아 4강 유벤투스와의 두 경기에서 3골을 넣는 등 활약했으며, 엠폴리와의 세리에 A 최종전에서 2골을 넣으며 4위를 확정짓고 인터 밀란의 UCL 진출을 성공하였다. 아드리아누는 인터 밀란 소속으로 2003-04 세리에 A 16경기 9골을 기록하였고, 시즌이 끝난 후, 팬들이 선정하는 인터 밀란 2003-04 시즌 올해의 선수에 선정되었다.
2004-05 시즌, 아드리아누는 세리에 A 리그 30경기 16골을 기록하였다. UEFA 챔피언스리그에서는 예선 3골과 본선 7골을 득점하였고, 이 득점 기록은 현재까지 인터 밀란의 UCL 한 시즌 개인 최다 득점 기록이 되었다. 시즌 총 28골을 기록한 아드리아누는 인터 밀란을 세리에 A 3위, 코파 이탈리아 우승, UEFA 챔피언스리그 8강으로 이끌었고, 7년간 진행된 인터 밀란의 무관 행진을 끊게 되었다. 2004년 1월부터 2004년 12월까지 1년간, 그는 22세에 클럽과 국가대표팀 포함 모든 공식경기에서 무려 54경기 43골을 기록하였다. 괄목한 성장과 국제 무대에서의 공격력으로, 그는 2004년에 발롱도르 6위와 FIFA 올해의 선수 6위에 올랐고, 2005년엔 발롱도르 7위와 FIFA 올해의 선수 5위에 올랐다. 그는 2005년 이적시장에서 모든 빅클럽의 초유의 관심사였다. 활약에 반한 인터 밀란은 그를 붙들어 놓기 위해 2010년 6월 30일까지의 더 나은 조건의 5년 계약을 그와 맺었다. 그는 2005-06 세리에 A 15라운드 밀라노 더비에서 경기 종료 직전, 극적인 결승골 등 2골을 넣어 인터 밀란의 3-2 승리를 연출하였다.
아드리아누는 2006년부터 추락하기 시작하였다. 2006-07시즌이 열리고 있는 도중, 나이트클럽에서 춤추고 놀고 있는 것이 보름 간격으로 두 번씩이나 목격된 사건을 발단으로 그의 직업 윤리까지 의심받는 지경에 이르렀다. 첫 사고는 2006년 10월 발생하였다. 브라질 출신 코치 둥가가 "똑바로 살아라", "축구에 집중해라"하면서 브라질국가대표팀에서 그를 쫓아낸 것이었다. 그는 2007-08 여름 이적 시장에서 레알 마드리드, 첼시, AC 밀란 등이 노리는 대어였다.
라울 곤살레스와 뤼트 판 니스텔로이 등이 부상을 당해 골 가뭄에 시달리고 있던 레알 마드리드 CF가 그에게 관심을 보였다. 하지만 인테르 밀란이 매각 의사를 밝히지 않았다. 티에리 앙리가 떠나버린 런던 기반의 클럽 아스널도 그에게 관심을 보였다. 웨스트 햄 유나이티드도 스트라이커 영입을 위해, 2007년 여름 이적 시장 막바지에, 힘을 써 보기도 하였다. 어느 팀으로도 이적하지 못한 아드리아누는, 2006년 가을, 레알 마드리드나 AC 밀란으로 이적하고 싶다고 말한 바 있다.
2007년 2월에는 사건이 또 발생하였다. 인테르 밀란의 감독 로베르토 만치니가 발렌시아 CF와의 UEFA 챔피언스리그 경기, 칼초 카타니아와의 리그 경기 등에서 그를 내내 벤치에 앉아 있게만 하였다.
2009년 4월에 무기한 휴식을 선언하였다.

하지만 다시 복귀를 선언하고, 2009년 5월에 플라멩구와 2년 계약을 하였다.

그 후 1년 만에 다시 AS 로마와 계약하면서 이탈리아 무대로 복귀하였다.

그렇지만 로마에서 훈련에 불참하는 등 방탕한 모습을 보이면서 계약 1년 만에 방출되었고 SC 코린치안스 파울리스타로 이적하였다. 그러나 코린치안스에서도 불성실한 태도는 계속되었고 결국 2012년 3월 방출되었다.
그는 2012년 여름 친정팀 플라멩구에 돌아와 입단 테스트를 받았으나 2주간의 훈련 결과 프로 경기를 수행할 수 없는 몸상태라는 판정을 받고 플라멩구에서도 사실상 방출되었다.
그 후 은퇴를 고려하였다가, 체중조절에 성공한 후 2014년 1월 아틀레치쿠 파라나엔시와 계약하면서 다시 축구선수 생활을 시작하였다.
그러나 2014년 4월, 3개월만에 훈련 불참하며 계약 조항 불이행으로 또 다시 방출되었다.
2016년 1월, 미국 프로축구 4부리그인 NPSL에 마이애미 유나이티드 FC로 이적하였으나,
시즌 1경기 1골에 그치며 여름에 방출되었다.
2017년 10월, 브라질 언론 매체 '글로보'와의 인터뷰에서 현역 유지를 선언하였다. "새로운 도전을 계획 중이며, 내년 1월에 훈련장으로 돌아갈 것"이라 밝혔다.

## 국가대표팀 경력
아드리아누는 브라질 국가대표에서 48경기에 출전, 27골을 기록하였다. 그는 한때 호나우두의 후계자로 지목받기도 했다.
2000년 11월 15일, 18살때 FIFA 월드컵 예선 콜롬비아전에서 성인대표팀에 데뷔하였다. 아드리아누는 2001년 FIFA U-20 월드컵에도 출전했으며, 브라질이 8강에서 탈락했지만, 6골을 넣어 득점랭킹 2위에 오르며 전세계에 이름을 알리기 시작하였다. 2003년 6월 11일에 나이지리아와의 친선 경기에서 성인대표팀 첫 골을 기록하였다. 그는 2003년 FIFA 컨페더레이션스컵에도 출전하였고, 호나우지뉴와 공격을 이끌며 2골을 넣었으나, 브라질은 조별 리그에서 탈락하였다.
아드리아누는 2004년 코파 아메리카에서 대단한 활약을 보여주었다. 2차전 코스타리카전에서 해트트릭을 기록하였으며, 8강 멕시코전부터 4강 우루과이전, 결승 아르헨티나전까지 모두 골을 기록하였다. 특히 멕시코전에서 4골 모두에 관여하고, 우루과이와 아르헨티나를 상대로는 승부차기 승리로 이끈 동점골을 기록하여, 카를루스 아우베르투 파헤이라 감독으로부터 우승의 매우 중요한 요소로 뽑혔다. 이러한 활약으로 아드리아누는 우승, 골든볼(MVP), 7골로 골든슈(득점왕)의 대회 3관왕을 달성하였다.
아드리아누는 이듬해 2005년 FIFA 컨페더레이션스컵에서 호나우두를 대신해 등번호 9번으로 발탁되었고, 호나우지뉴, 카카, 호비뉴와 함께 공격 편대를 구축하였다. 그는 1차전 그리스를 상대로 놀라운 중거리 슛으로 골을 기록하였다. 4강 독일전에서는 2골을 넣고, 호나우지뉴의 페널티킥도 만들어내며 3-2 승리와 함께 MOM에 선정되었다. 결승 아르헨티나전에서 아드리아누는 11분만에 페널티 박스 앞에서 번개같은 슛으로 선제골을 넣고, 헤딩골까지 2골을 넣으며 브라질의 4-1 승리를 확정지었다.
대회 MVP로 뽑혔고 이와 동시에 5골을 기록해 최다득점선수가 됨으로써 골든볼과 골든슈를 동시 수상하였다. 이로써 그는 나란히 출전한 국제 대회에서 연속 3관왕의 위업을 달성하였다. 2004~2005년, 2년 동안 브라질 대표팀 23경기 19골을 넣는 대활약으로 아드리아누는 2006년 FIFA 월드컵을 앞두고 스포츠 전문 배팅 업체로부터 득점왕 등극 가능성이 가장 높은 공격수로 평가되기도 하였다.
독일에서 열린 2006년 FIFA 월드컵을 앞두고 브라질 국대에 소환되었다. 그는 2006년 6월 18일 오스트레일리아를 상대로 2-0 승리를 거둔 경기에서 월드컵 첫 데뷔골을 기록하였다. 이후 가나를 상대로 3-0 승리를 거둔 경기에서 2번째 골을 기록했지만, 대회 기간 동안 슛을 5번 밖에 날리지 못하는 등 다소 실망스러운 활약을 보였다.
2006 FIFA 월드컵이 지난 후, 방탕하고 나태해진 아드리아누는 2007년 2월 6일, 포르투갈과의 친선경기 후, 1년 넘게 발탁되지 못하였다. 2008-09 시즌 기간 동안 브라질 국가대표에 9경기 차출되었으나 2010년 3월 2일 아일랜드와의 친선경기를 마지막으로 다시 발탁되지 못하였다.

## 개인
그의 성 (surname), 레이치 히베이루는 스페인식 명명법에 따라서 지어진 것이다. 그의 아버지의 성과 어머니의 성을 모두 따와서 혼합하여 작성되었다.
2006년 6월 16일 아드리아누는 아빠가 되었다. 그의 아들 아드리아누 주니어는 리우데자네이루에서 태어났다.
아드리아누는 2004년 8월, 아버지의 죽음 이후 우울증과 알코올 중독으로 방황하였으며, 이는 언론에 공공연히 알려진 사실이다.
아드리아누는 축구게임 PES의 6번째 타이틀인 월드 사커 위닝 일레븐 10의 메인 모델이다.

## 플레이 스타일과 초기 재능
아드리아누는 물리력과 기술력을 결합한 다재다능하고 현대적인 스트라이커로 평가 받았다. 그라운드에서의 지배력, 속도, 개인기, 힘으로 인해 그는 이탈리아에서 'Imperatore'(황제)라는 별칭을 얻었다. 주로 쓰는 발은 왼발이었고, 먼 거리에서 상대 문전을 노릴 때 직관으로 모든 각도에서 대단히 강한 슛으로 종종 경외심을 만들어냈다. 뛰어난 볼컨트롤, 드리블, 창의성에 브라질리언의 유연함까지 갖추고 있었다. 정확하고 강한 프리킥을 즐겼으며, 효과적인 제공권과 특출난 균형감각으로 막강한 포스트 플레이를 구사하였다. 이처럼 운동선수로서 타고난 능력과 중요한 순간마다 경기를 뒤집는 기량에도 불구하고, 아드리아누는 경력이 진행됨에 따라 잦은 구설수와 방탕한 생활로 축구계에 의문을 표하게 만들었다. 그는 경력 초기의 가능성과 이후 실패로 점철된 대표적 축구선수로 알려져 있다.

## 수상 내역
플라멩구
- 리오 주 챔피언십 : 2000, 2001
- 브라질 챔피언즈 컵 : 2001
- 브라질 세리에 A : 2009, 2011

 인테르나치오날레
- 세리에 A : (2005-06, 2006-07), 2007-08), 2008-09)
- 코파 이탈리아: 2005, 2006
- 이탈리아 슈퍼컵: 2005, 2006

 브라질
- FIFA U-17 월드컵 : 우승 (1999)
- CONMEBOL 청소년 축구 선수권 대회 : 우승 (2001)
- 코파 아메리카 : 우승 (2004)
- FIFA 컨페더레이션스컵 : 우승 (2005)

개인
- CONMEBOL 청소년 축구 선수권 대회 득점왕 : 2001
- FIFA U-20 월드컵 실버슈 : 2001
- 브라질 세리에 A 득점왕 : 2009
- 브라질 세리에 A 베스트 공격수 : 2009
- 브라질 세리에 A 베스트 선수 : 2009
- 브라질 세리에 A 올해의 팀 : 2009
- IFFHS 국제경기 최고 득점자 : 2005
- 코파 아메리카 골든볼 : 2004
- 코파 아메리카 골든슈 : 2004
- FIFA 컨페더레이션스컵 골든볼 : 2005
- FIFA 컨페더레이션스컵 골든슈 : 2005
- 2005년 FIFA 컨페더레이션스컵 맨 오브 더 매치 : vs. 독일 (준결승전)